# Dichochrysa nicolaina
Dichochrysa nicolaina är en insektsart som först beskrevs av Navás 1929.  Dichochrysa nicolaina ingår i släktet Dichochrysa och familjen guldögonsländor. Inga underarter finns listade i Catalogue of Life.